# Bertin Doué
Bertin Doué ist ein ivorischer Leichtathlet, spezialisiert auf den Weitsprung.
Doué wurde 1989 ivorischer Meister im Weitsprung mit einer Weite von 6,66 m.